# Pippo e il leone (film 1951)
Pippo e il leone (Lion Down) è un film del 1951 diretto da Jack Kinney. È un cortometraggio animato della serie Goofy, prodotto dalla Walt Disney Productions, uscito negli Stati Uniti il 5 gennaio 1951 e distribuito dalla RKO Radio Pictures.

## Trama
Pippo vorrebbe appendere l'amaca sulla terrazza del grattacielo in cui vive, ma vi è un solo albero e decide di recarsi in un bosco per prenderne un altro. Sull'albero rubato però vive Louie il puma che, dopo essere caduto dalla pianta, inizia a inseguire Pippo fino alla terrazza. Pippo pianta l'albero rubato e lega l'amaca, ma Louie lo butta giù per prendere possesso dell'amaca. Pippo però ritorna e la scena si ripete, finché Louie riesce a portarsi via l'albero rubato da Pippo, dal quale cade una ghianda. Pippo allora innaffia la ghianda, aspettando che cresca un nuovo albero.

## Distribuzione

### Edizioni home video

#### VHS
- Paperino & soci a caccia di guai (dicembre 1986)[1]
- Pippo nel pallone (gennaio 1988)[3]
- Il mio eroe Pippo (marzo 2004)[2]

#### DVD
Il cortometraggio è incluso nei DVD Walt Disney Treasures: Pippo, la collezione completa e Il mio eroe Pippo.